# Asociación de Fútbol de Omán
La Asociación de Fútbol de Omán (en árabe: الاتحاد العُماني لكرة القدم) es el organismo rector del fútbol en Omán. Fue fundada en 1978, desde 1980 es miembro de la FIFA y desde 1979 de la AFC. Organiza el campeonato de Liga y de Copa de Omán, así como los partidos de la selección nacional en sus distintas categorías.